# Ascraeus Chasmata
Gli Ascraeus Chasmata sono una struttura geologica della superficie di Marte.